# Palais Brancaccio (Rome)
Pour les articles homonymes, voir Palais Brancaccio (Naples).
Le palais Brancaccio est un palais situé à Rome, via Merulana sur le colle Oppio, construit pour la puissante famille Brancaccio. Il s'agit du dernier palais nobiliaire construit à Rome.
Le palais a été construit entre 1886 et 1912 pour l'héritière américaine Mary Elisabeth Field (épouse du prince Salvatore Brancaccio de Naples), par l'architecte Luca Carimini.
A l'angle inférieur, sur une parcelle de la propriété Brancaccio, a été construit en 1916 le Teatro Morgana (alors Teatro Politeama Brancaccio) selon le projet de l'ingénieur Carlo Sacconi.

## Structure
Le bâtiment, relié à un parc, est aujourd'hui divisé en différentes entités selon les propriétaires.
Dans le parc on trouve :
- un étang ;
- un belvédère ;
- une maison de chasse, ou maison de l'étang, ou Coffee House avec des décorations faites par le peintre romain Francesco Gai ;
- diverses plantes et des jeux d'eau ;
- un parking pour les clients.

Les salles pour les réceptions, avec propriété attribuée au Vatican, sont les suivantes :
- salle de gala ;
- salle des tapisseries ;
- salle des anges ;
- salle des miroirs ;
- atrium .

Ces salles sont utilisées pour des réceptions, des mariages et d'autres événements mondains.
La légende populaire dit que la Tour de Mécène (la même tour d'où Néron, environ deux mille ans plus tôt, observait l'incendie de Rome, qu'il avait lui-même allumé, selon la tradition) a été englobée dans le palais lui-même.
Tout un étage, soit environ 1 700 mètres carrés, toujours propriété de la famille Brancaccio, a hébergé jusqu'en 2017 le Museo Nazionale d'arte Orientale avant son déménagement dans le quartier de l'EUR.
Un coin du terrain abrite toujours le Teatro Brancaccio.

## Galerie

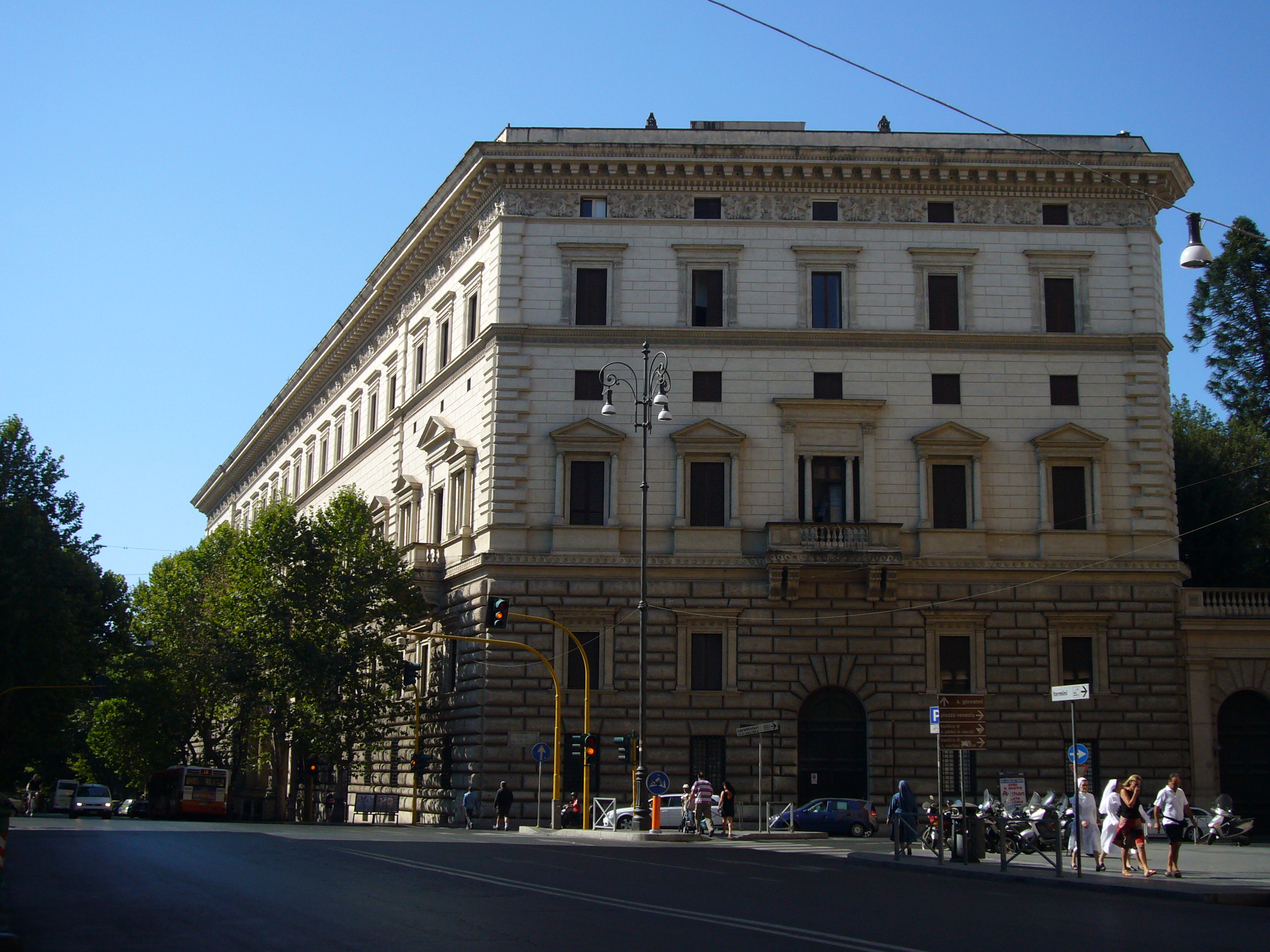
Vue de côté
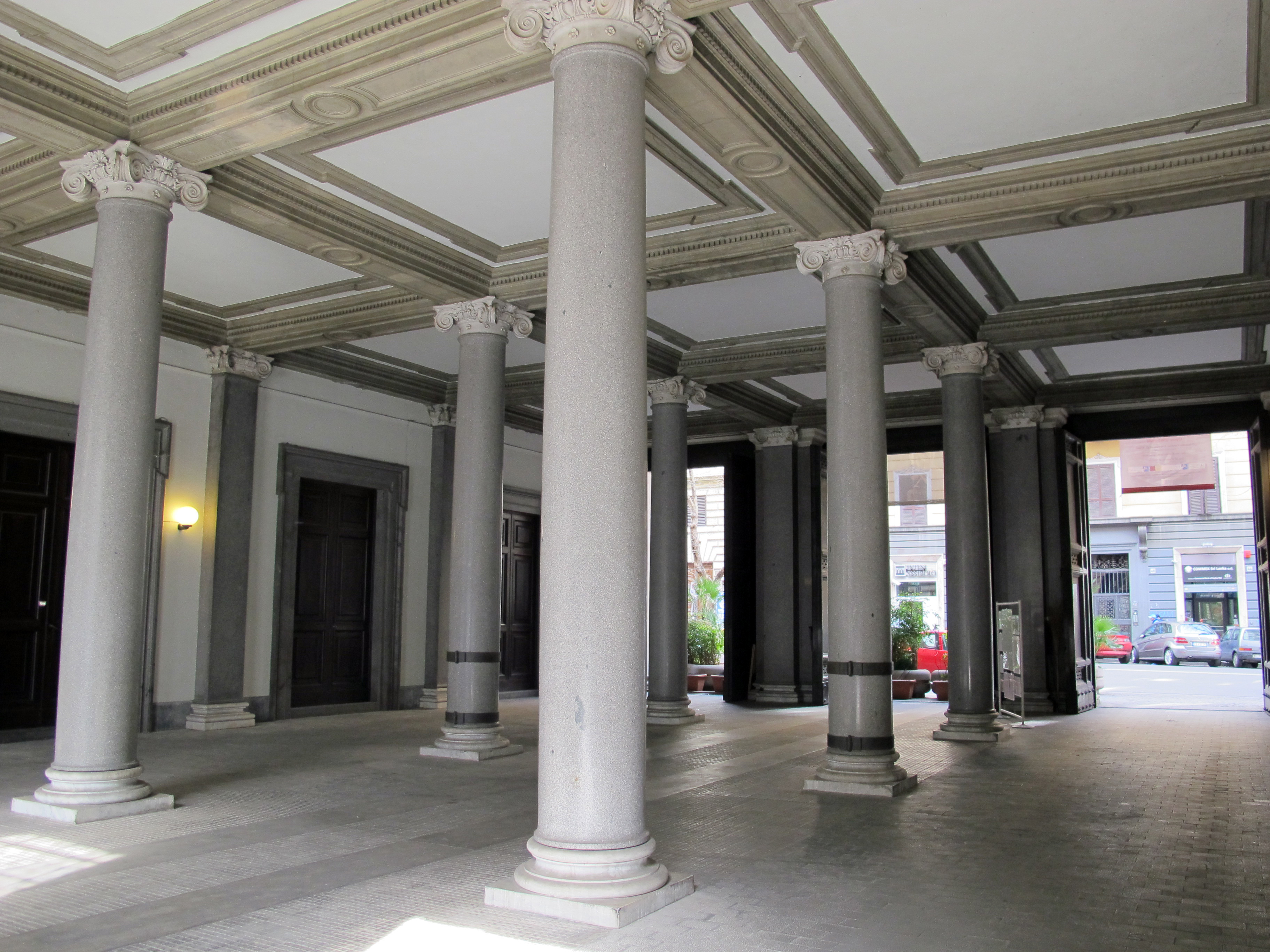
Androne
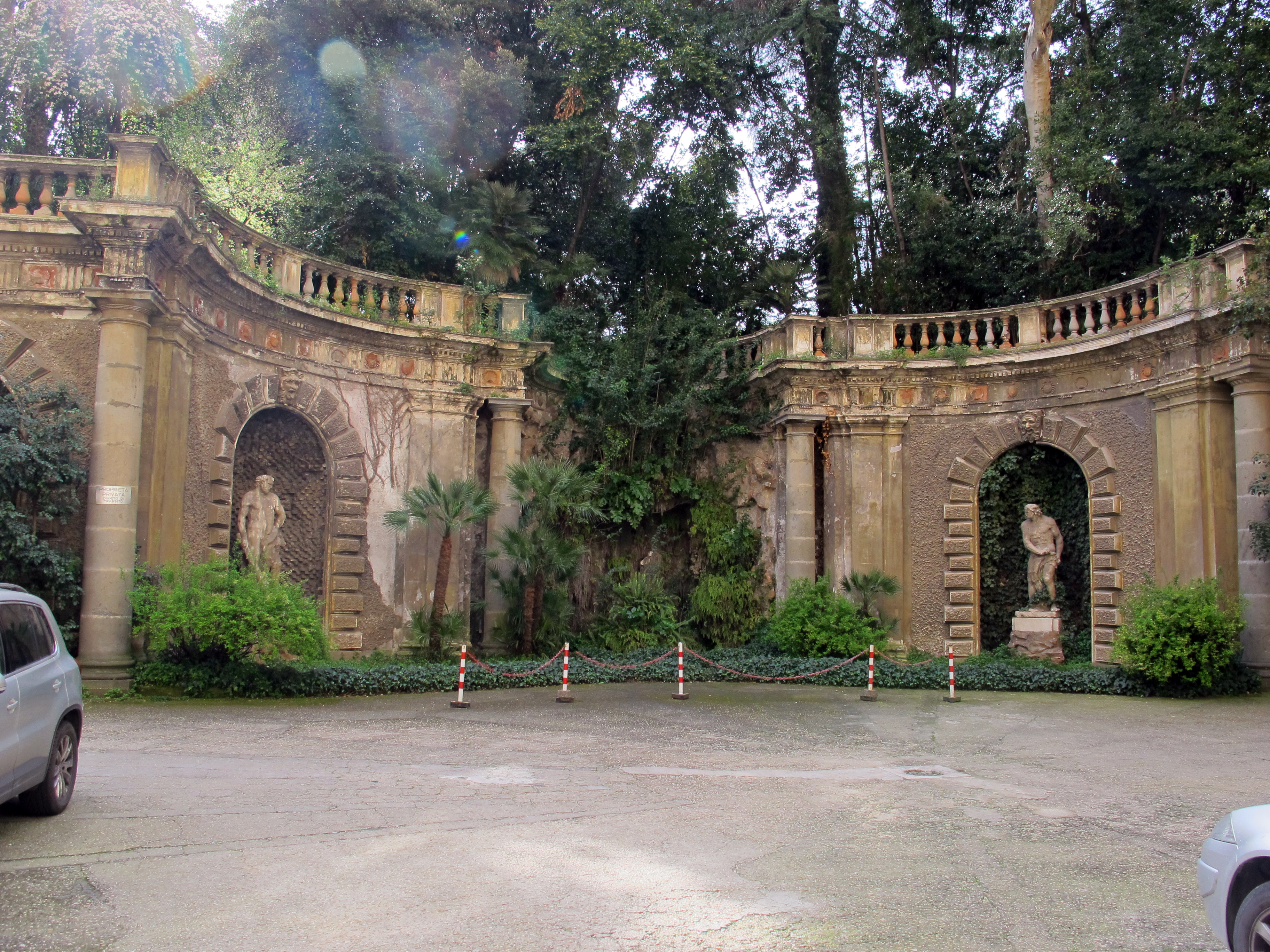
Ninphée
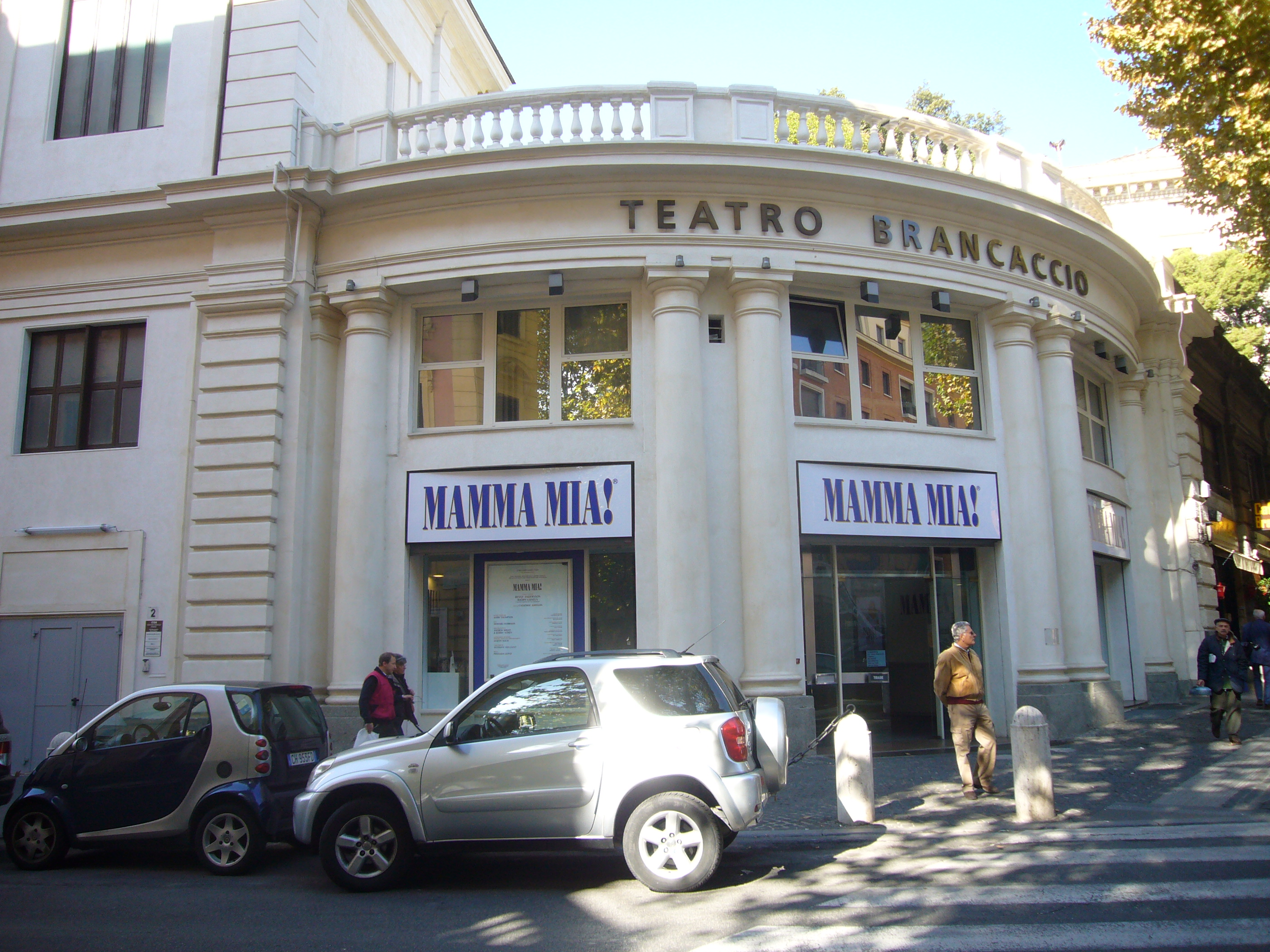
Théâtre Brancaccio